# Quand tombe la nuit
Cet article possède un paronyme, voir Quand la nuit tombe.
Pour plus de détails, voir Fiche technique et Distribution.
Quand tombe la nuit (Cold Comes the Night) est un film américain réalisé par Tze Chun, sorti en 2013.

## Fiche technique
Sauf indication contraire, les informations mentionnées dans cette section peuvent être confirmées par la base de données cinématographiques IMDb,  présente dans la section « Liens externes ».
- Titre original : Cold Comes the Night
- Titre français : Quand tombe la nuit
- Réalisation : Tze Chun
- Scénario : Osgood Perkins, Tze Chun, Nick Simon
- Direction artistique : Tim Grimes
- Décors : Jacqueline Jacobson Scarfo
- Costumes : Margot Wilson
- Photographie : Noah Rosenthal
- Montage : Paul Frank
- Musique : Jeff Grace
- Production : Mynette Louie, Terry Leonard, Sig De Miguel, Joan Huang, Ali Jazayeri, Nick Morton, Jacob Pechenik, Rick Rosenthal,Stephen Vincent
- Sociétés de production : Whitewater Films
- Sociétés de distribution :
- Pays d’origine :  États-Unis
- Langue originale : anglais
- Format : couleur
- Genre : Thriller, drame
- Durée : 90 minutes (1h30min)
- Dates de sortie :
  - Royaume-Uni : 20 septembre 2013

## Distribution
Sauf indication contraire, les informations mentionnées dans cette section peuvent être confirmées par la base de données cinématographiques IMDb,  présente dans la section « Liens externes ».
- Alice Eve : Chloé
- Bryan Cranston (VF : Jean-Louis Faure) : Topo
- Logan Marshall-Green : Billy
- Ursula Parker : Sophia
- Leo Fitzpatrick : Donnie
- Erin Cummings : Amber
- Robin Lord Taylor : Quincy
- Sarah Sokolovic : Gwen
- Marceline Hugot (en) : Denise
- Robert Prescott : Detective McKenney
- Ashlie Atkinson : Social Worker
- Dylan Chalfy: Police Officer
- Esau Pritchett : Big T